# 1. Fußball-Club Saarbrücken 1993-1994
Questa voce raccoglie le informazioni riguardanti il 1. Fußball-Club Saarbrücken nelle competizioni ufficiali della stagione 1993-1994.

## Stagione
Nella stagione 1993-1994 il Saarbrücken, allenato da Fritz Fuchs, Rüdiger Abramczik e Gerd Warken, concluse il campionato di 2. Bundesliga al 14º posto. In Coppa di Germania il Saarbrücken fu eliminato al terzo turno dall'Amburgo.

## Rosa
| N. |                     | Ruolo | Calciatore          |
| -- | ------------------- | ----- | ------------------- |
|    | Germania (bandiera) | P     | Denis Gilgemann     |
|    | Germania (bandiera) | P     | Marco Kostmann      |
|    | Germania (bandiera) | P     | Michael Serr        |
|    | Germania (bandiera) | P     | Stephan Straub      |
|    | Germania (bandiera) | D     | Stephan Beckenbauer |
|    | Germania (bandiera) | D     | Henning Bürger      |
|    | Germania (bandiera) | D     | Bernd Eichmann      |
|    | Polonia (bandiera)  | D     | Wenanty Fuhl        |
|    | Germania (bandiera) | D     | Matthias Hönerbach  |
|    | Germania (bandiera) | D     | Patrick Klyk        |
|    | Germania (bandiera) | D     | Ralf Scherer        |
|    | Germania (bandiera) | D     | Thomas Schilke      |
|    | Georgia (bandiera)  | D     | Murtaz Shelia       |
|    | Germania (bandiera) | D     | Thomas Stratos      |
|    | Germania (bandiera) | D     | Joachim Trautmann   |
|    | Brasile (bandiera)  | D     | Zambiasi            |

| N. |                        | Ruolo | Calciatore       |
| -- | ---------------------- | ----- | ---------------- |
|    | Germania (bandiera)    | C     | Andreas Abel     |
|    | Germania (bandiera)    | C     | Dirk Fengler     |
|    | Georgia (bandiera)     | C     | Giorgi Kinkladze |
|    | Germania (bandiera)    | C     | Peter Knäbel     |
|    | Germania (bandiera)    | C     | Jürgen Lange     |
|    | Germania (bandiera)    | C     | Matthias Lust    |
|    | Germania (bandiera)    | C     | Jörg Reeb        |
|    | Germania (bandiera)    | C     | Bernd Rohrbacher |
|    | Germania (bandiera)    | C     | Jörg Roth        |
|    | Germania (bandiera)    | C     | Thomas Stickroth |
|    | Germania (bandiera)    | C     | Thomas Zechel    |
|    | Germania (bandiera)    | A     | Michael Krätzer  |
|    | Germania (bandiera)    | A     | Markus Lützler   |
|    | Russia (bandiera)      | A     | Yuriy Savichev   |
|    | Stati Uniti (bandiera) | A     | Eric Wynalda     |

## Organigramma societario
Area tecnica
- Allenatore: Gerd Warken
- Allenatore in seconda:
- Preparatore dei portieri:
- Preparatori atletici:

## Calciomercato

### Sessione estiva
| Acquisti | Acquisti          | Acquisti       | Acquisti |
| R.       | Nome              | da             | Modalità |
| -------- | ----------------- | -------------- | -------- |
| D        | Murtaz Shelia     | Dinamo Tbilisi |          |
| P        | Michael Serr      | Kaiserslautern |          |
| C        | Andreas Abel      | Saarbrücken II |          |
| C        | Dirk Fengler      | Norimberga     |          |
| C        | Peter Knäbel      | St. Pauli      |          |
| D        | Joachim Trautmann | Wolfsburg      |          |

| Cessioni | Cessioni        | Cessioni          | Cessioni |
| R.       | Nome            | a                 | Modalità |
| -------- | --------------- | ----------------- | -------- |
| P        | Stefan Brasas   | Kickers Stoccarda |          |
| A        | Arno Glesius    | Magonza           |          |
| D        | Michael Kostner | Amburgo           |          |
| C        | Thomas Kristl   | Norimberga        |          |

### Sessione invernale
| Acquisti | Acquisti         | Acquisti       | Acquisti |
| R.       | Nome             | da             | Modalità |
| -------- | ---------------- | -------------- | -------- |
| C        | Giorgi Kinkladze | Dinamo Tbilisi |          |

| Cessioni | Cessioni | Cessioni | Cessioni |
| R.       | Nome     | a        | Modalità |
| -------- | -------- | -------- | -------- |

## Risultati

### 2. Bundesliga

#### Girone di andata
| Arbitro: | Habermann |

|                                 |           |           |
| Grein 2’ Margref 34’ Wittke 52’ | Marcatori | 54’ Lange |

| Arbitro: | Jansen |

|                             |           |  |
| Lange 62’ Savichev 83’, 90’ | Marcatori |  |

| Arbitro: | Aust |

|  |           |                                          |
|  | Marcatori | 59’ Savichev 65’, 75’ Wynalda 90’ Knäbel |

| Arbitro: | Steinborn |

|                                |           |  |
| Savichev 14’ Müller 23’ (aut.) | Marcatori |  |

| Arbitro: | Buchhart |

|                                             |           |               |
| Winkler 19’ Weiland 52’, 62’ Schjønberg 65’ | Marcatori | 35’ Stickroth |

| Arbitro: | Wagner |

|                      |           |             |
| Lust 50’ Krätzer 80’ | Marcatori | 82’ Pejovic |

| Arbitro: | Brandt-Chollé |

|  |           |                       |
|  | Marcatori | 25’ Miller 73’ Pacult |

| Arbitro: | Harder |

|                               |           |  |
| Wegmann 63’, 88’ Kim 69’, 90’ | Marcatori |  |

| Arbitro: | Fleischer |

|             |           |  |
| Wynalda 75’ | Marcatori |  |

| Arbitro: | Frey |

|                  |           |             |
| Stanislawski 33’ | Marcatori | 90’ Wynalda |

| Arbitro: | Fux |

|                           |           |                 |
| Stickroth 69’ Krätzer 77’ | Marcatori | 66’ Gorlukovich |

| Arbitro: | Albrecht |

|                                                                         |           |                                          |
| Radschuweit 15’ Beck 18’, 60’ Svinggaard 30’ Deffke 35’, 70’ Präger 65’ | Marcatori | 34’ Lust 40’, 77’ Stickroth 85’ Savichev |

| Arbitro: | Kiefer |

|                                                |           |                         |
| Krätzer 9’ Savichev 55’ Lust 75’ Stickroth 83’ | Marcatori | 45’ Schmöller 89’ Ogris |

| Arbitro: | Zerr |

|                                   |           |  |
| Hofmann 21’ Zeyer 47’ Kirsten 85’ | Marcatori |  |

| Arbitro: | Fleske |

|                         |           |            |
| Krätzer 49’ Wynalda 84’ | Marcatori | 43’ Butrej |

| Arbitro: | Haupt |

|                        |           |                      |
| Mushinka 21’ Linke 34’ | Marcatori | 50’ Lust 72’ Krätzer |

| Arbitro: | Kemmling |

|              |           |  |
| Savichev 43’ | Marcatori |  |

| Arbitro: | Koop |

|                                |           |  |
| Sievers 20’, 89’ Rauffmann 84’ | Marcatori |  |

| Arbitro: | Ratzek |

|                                         |           |  |
| Wynalda 63’, 65’ Lust 77’ Stickroth 84’ | Marcatori |  |

#### Girone di ritorno
| Arbitro: | Hofmann |

|                                       |           |            |
| Krätzer 28’ Wynalda 47’ Stickroth 87’ | Marcatori | 43’ Spyrka |

| Arbitro: | Schmidt |

|                           |           |                          |
| Herzberger 11’ Moutas 18’ | Marcatori | 14’ Lust 47’ Beckenbauer |

| Arbitro: | Kasper |

|                        |           |                               |
| Shelia 61’ Wynalda 63’ | Marcatori | 71’ Rusayev 77’ Kapagiannidis |

| Arbitro: | Jansen |

|               |           |          |
| Brinkmann 37’ | Marcatori | 57’ Lust |

| Arbitro: | Schmidhuber |

|  |           |                                             |
|  | Marcatori | 35’ Winkler 47’ Heraf 52’ Hermann 53’ Gries |

| Arbitro: | Assenmacher |

|            |           |                        |
| Molata 22’ | Marcatori | 34’ Fuhl 83’ Stickroth |

| Arbitro: | Aust |

|                      |           |  |
| Imhof 30’ Trares 90’ | Marcatori |  |

| Arbitro: | Kemmling |

|  |           |              |
|  | Marcatori | 68’ Herrmann |

| Arbitro: | Kuhne |

|                                                        |           |  |
| Pusch 21’ Ksienzyk 62’ Breitzke 85’ Fengler 87’ (aut.) | Marcatori |  |

| Arbitro: | Müller |

|              |           |               |
| Savichev 56’ | Marcatori | 61’ Scharping |

| Arbitro: | Wagner |

|             |           |                                     |
| Steffen 88’ | Marcatori | 68’ Bürger 74’ Wynalda 76’ Savichev |

| Arbitro: | Koop |

|                                        |           |            |
| Lust 17’ Savichev 49’ Wynalda 73’, 78’ | Marcatori | 22’ de Wit |

| Arbitro: | Strampe |

|                                     |           |              |
| Zernicke 3’ Ogris 37’ Schmöller 88’ | Marcatori | 69’ Savichev |

| Arbitro: | Casper |

|              |           |              |
| Savichev 64’ | Marcatori | 19’ Scheuber |

| Arbitro: | Werthmann |

|                                 |           |               |
| Gerstner 42’ Reich 53’ Emig 85’ | Marcatori | 90’ Hönerbach |

| Saarbrücken 24 maggio 1994, ore 19:30 CEST 35ª giornata | Saarbrücken | 0 – 0 referto | Homburg | Ludwigsparkstadion (6 500 spett.)\| Arbitro: \| Schäfer \| |
| Arbitro:                                                | Schäfer     |               |         |                                                            |

| Arbitro: | Fleischer |

|                                       |           |            |
| Zweigler 45’ Meißner 46’ Laudeley 58’ | Marcatori | 26’ Knäbel |

| Arbitro: | Dardenne |

|            |           |             |
| Knäbel 19’ | Marcatori | 51’ Sievers |

| Arbitro: | Werthmann |

|                          |           |             |
| Dowe 16’, 18’ Bühner 56’ | Marcatori | 76’ Fengler |

### Coppa di Germania
| Arbitro: | Wicht |

|             |           |                                   |
| Thömmes 77’ | Marcatori | 45’ Wynalda 54’ Lust 81’ Savichev |

| Arbitro: | Prengel |

|  |           |                                   |
|  | Marcatori | 71’ Zambiasi 80’ Krätzer 82’ Lust |

| Arbitro: | Amerell |

|                   |           |                                         |
| Savichev 45’, 71’ | Marcatori | 5’ Bäron 15’ Ivanauskas 18’, 49’ Lečkov |

## Statistiche

### Statistiche di squadra
| Competizione      | Punti | In casa | In casa | In casa | In casa | In casa | In casa | In trasferta | In trasferta | In trasferta | In trasferta | In trasferta | In trasferta | Totale | Totale | Totale | Totale | Totale | Totale | DR  |
| Competizione      | Punti | G       | V       | N       | P       | Gf      | Gs      | G            | V            | N            | P            | Gf           | Gs           | G      | V      | N      | P      | Gf     | Gs     | DR  |
| ----------------- | ----- | ------- | ------- | ------- | ------- | ------- | ------- | ------------ | ------------ | ------------ | ------------ | ------------ | ------------ | ------ | ------ | ------ | ------ | ------ | ------ | --- |
| 2. Bundesliga     | 37    | 19      | 11      | 5       | 3       | 33      | 19      | 19           | 3            | 4            | 12           | 25           | 50           | 38     | 14     | 9      | 15     | 58     | 69     | -11 |
| Coppa di Germania | -     | 1       | 0       | 0       | 1       | 2       | 4       | 2            | 2            | 0            | 0            | 6            | 1            | 3      | 2      | 0      | 1      | 8      | 5      | +3  |
| Totale            | 37    | 20      | 11      | 5       | 4       | 35      | 23      | 21           | 5            | 4            | 12           | 31           | 51           | 41     | 16     | 9      | 16     | 66     | 74     | -8  |

### Andamento in campionato
| Giornata  | 1  | 2 | 3 | 4 | 5 | 6 | 7 | 8  | 9 | 10 | 11 | 12 | 13 | 14 | 15 | 16 | 17 | 18 | 19 | 20 | 21 | 22 | 23 | 24 | 25 | 26 | 27 | 28 | 29 | 30 | 31 | 32 | 33 | 34 | 35 | 36 | 37 | 38 |
| --------- | -- | - | - | - | - | - | - | -- | - | -- | -- | -- | -- | -- | -- | -- | -- | -- | -- | -- | -- | -- | -- | -- | -- | -- | -- | -- | -- | -- | -- | -- | -- | -- | -- | -- | -- | -- |
| Luogo     | T  | C | T | C | T | C | C | T  | C | T  | C  | T  | C  | T  | C  | T  | C  | T  | C  | C  | T  | C  | T  | C  | T  | T  | C  | T  | C  | T  | C  | T  | C  | T  | C  | T  | C  | T  |
| Risultato | P  | V | V | V | P | V | P | P  | V | N  | V  | P  | V  | P  | V  | N  | V  | P  | V  | V  | N  | N  | N  | P  | V  | P  | P  | P  | N  | V  | V  | P  | N  | P  | N  | P  | N  | P  |
| Posizione | 18 | 8 | 4 | 2 | 5 | 2 | 4 | 13 | 9 | 8  | 5  | 9  | 6  | 8  | 6  | 7  | 3  | 6  | 3  | 3  | 3  | 4  | 5  | 5  | 5  | 7  | 8  | 8  | 9  | 7  | 6  | 8  | 6  | 8  | 9  | 11 | 10 | 14 |

Legenda:

Luogo: C = Casa; T = Trasferta. Risultato: V = Vittoria; N = Pareggio; P = Sconfitta.

### Statistiche dei giocatori
| Giocatore      | 2. Bundesliga | 2. Bundesliga | 2. Bundesliga | 2. Bundesliga | Coppa di Germania | Coppa di Germania | Coppa di Germania | Coppa di Germania | Totale   | Totale | Totale      | Totale     |
| Giocatore      | Presenze      | Reti          | Ammonizioni   | Espulsioni    | Presenze          | Reti              | Ammonizioni       | Espulsioni        | Presenze | Reti   | Ammonizioni | Espulsioni |
| -------------- | ------------- | ------------- | ------------- | ------------- | ----------------- | ----------------- | ----------------- | ----------------- | -------- | ------ | ----------- | ---------- |
| A. Abel        | 2             | 0             | 0             | 0             | 0                 | 0                 | 0                 | 0                 | 2        | 0      | 0           | 0          |
| S. Beckenbauer | 12            | 1             | 1             | 0             | 0                 | 0                 | 0                 | 0                 | 12       | 1      | 1           | 0          |
| H. Bürger      | 28            | 1             | 6             | 1             | 3                 | 0                 | 1                 | 0                 | 31       | 1      | 7           | 1          |
| B. Eichmann    | 37            | 0             | 8             | 0             | 3                 | 0                 | 0                 | 0                 | 40       | 0      | 8           | 0          |
| D. Fengler     | 24            | 1             | 5             | 1             | 0                 | 0                 | 0                 | 0                 | 24       | 1      | 5           | 1          |
| W. Fuhl        | 12            | 1             | 3             | 0             | 0                 | 0                 | 0                 | 0                 | 12       | 1      | 3           | 0          |
| D. Gilgemann   | 0             | 0             | 0             | 0             | 0                 | 0                 | 0                 | 0                 | 0        | 0      | 0           | 0          |
| M. Hönerbach   | 21            | 1             | 1             | 0             | 1                 | 0                 | 0                 | 0                 | 22       | 1      | 1           | 0          |
| G. Kinkladze   | 11            | 0             | 2             | 0             | 0                 | 0                 | 0                 | 0                 | 11       | 0      | 2           | 0          |
| P. Klyk        | 1             | 0             | 0             | 0             | 0                 | 0                 | 0                 | 0                 | 1        | 0      | 0           | 0          |
| P. Knäbel      | 19            | 3             | 4             | 0             | 3                 | 0                 | 1                 | 0                 | 22       | 3      | 5           | 0          |
| M. Kostmann    | 28            | 0             | 0             | 0             | 2                 | 0                 | 0                 | 0                 | 30       | 0      | 0           | 0          |
| M. Krätzer     | 32            | 6             | 10            | 0             | 3                 | 1                 | 0                 | 0                 | 35       | 7      | 10          | 0          |
| J. Lange       | 17            | 2             | 5             | 0             | 2                 | 0                 | 0                 | 0                 | 19       | 2      | 5           | 0          |
| M. Lust        | 37            | 8             | 5             | 0             | 3                 | 2                 | 0                 | 0                 | 40       | 10     | 5           | 0          |
| M. Lützler     | 5             | 0             | 0             | 0             | 0                 | 0                 | 0                 | 0                 | 5        | 0      | 0           | 0          |
| J. Reeb        | 27            | 0             | 1             | 0             | 3                 | 0                 | 0                 | 0                 | 30       | 0      | 1           | 0          |
| B. Rohrbacher  | 3             | 0             | 0             | 0             | 1                 | 0                 | 0                 | 0                 | 4        | 0      | 0           | 0          |
| J. Roth        | 5             | 0             | 0             | 0             | 0                 | 0                 | 0                 | 0                 | 5        | 0      | 0           | 0          |
| Y. Savichev    | 35            | 12            | 6             | 0             | 3                 | 3                 | 1                 | 0                 | 38       | 15     | 7           | 0          |
| R. Scherer     | 2             | 0             | 0             | 0             | 0                 | 0                 | 0                 | 0                 | 2        | 0      | 0           | 0          |
| T. Schilke     | 1             | 0             | 0             | 0             | 0                 | 0                 | 0                 | 0                 | 1        | 0      | 0           | 0          |
| M. Serr        | 10            | 0             | 0             | 0             | 1                 | 0                 | 0                 | 0                 | 11       | 0      | 0           | 0          |
| M. Shelia      | 18            | 1             | 2             | 0             | 0                 | 0                 | 0                 | 0                 | 18       | 1      | 2           | 0          |
| T. Stickroth   | 34            | 8             | 4             | 0             | 3                 | 0                 | 0                 | 0                 | 37       | 8      | 4           | 0          |
| T. Stratos     | 3             | 0             | 1             | 0             | 0                 | 0                 | 0                 | 0                 | 3        | 0      | 1           | 0          |
| S. Straub      | 1             | 0             | 0             | 0             | 0                 | 0                 | 0                 | 0                 | 1        | 0      | 0           | 0          |
| J. Trautmann   | 19            | 0             | 4             | 1             | 2                 | 0                 | 1                 | 0                 | 21       | 0      | 5           | 1          |
| E. Wynalda     | 29            | 12            | 5             | 1             | 3                 | 1                 | 0                 | 0                 | 32       | 13     | 5           | 1          |
| Z. Zambiasi    | 14            | 0             | 2             | 0             | 3                 | 1                 | 1                 | 0                 | 17       | 1      | 3           | 0          |
| T. Zechel      | 2             | 0             | 1             | 0             | 0                 | 0                 | 0                 | 0                 | 2        | 0      | 1           | 0          |